# Époye
Époye és un municipi francès, situat al departament del Marne i a la regió del Gran Est. L'any 2007 tenia 427 habitants.

## Demografia

### Població
El 2007 la població de fet d'Époye era de 427 persones. Hi havia 152 famílies, de les quals 31 eren unipersonals (8 homes vivint sols i 23 dones vivint soles), 34 parelles sense fills, 76 parelles amb fills i 11 famílies monoparentals amb fills.
La població ha evolucionat segons el següent gràfic:
Habitants censats

### Habitatges
El 2007 hi havia 160 habitatges, 154 eren l'habitatge principal de la família i 7 estaven desocupats. 149 eren cases i 12 eren apartaments. Dels 154 habitatges principals, 125 estaven ocupats pels seus propietaris, 27 estaven llogats i ocupats pels llogaters i 2 estaven cedits a títol gratuït; 3 tenien dues cambres, 11 en tenien tres, 38 en tenien quatre i 101 en tenien cinc o més. 136 habitatges disposaven pel capbaix d'una plaça de pàrquing. A 50 habitatges hi havia un automòbil i a 92 n'hi havia dos o més.

### Piràmide de població
La piràmide de població per edats i sexe el 2009 era:
| Homes | Edats   | Dones |
| ----- | ------- | ----- |
| 0     | 95 o +  | 0     |
| 0     | 90 a 94 | 4     |
| 0     | 85 a 89 | 0     |
| 0     | 80 a 84 | 0     |
| 4     | 75 a 79 | 4     |
| 4     | 70 a 74 | 0     |
| 8     | 65 a 69 | 12    |
| 4     | 60 a 64 | 8     |
| 8     | 55 a 59 | 0     |
| 16    | 50 a 54 | 4     |
| 8     | 45 a 49 | 24    |
| 20    | 40 a 44 | 16    |
| 24    | 35 a 39 | 28    |
| 16    | 30 a 34 | 12    |
| 20    | 25 a 29 | 20    |
| 8     | 20 a 24 | 8     |
| 4     | 15 a 19 | 24    |
| 20    | 10 a 14 | 24    |
| 20    | 5 a 9   | 8     |
| 12    | 0 a 4   | 16    |

## Economia
El 2007 la població en edat de treballar era de 279 persones, 209 eren actives i 70 eren inactives. De les 209 persones actives 197 estaven ocupades (110 homes i 87 dones) i 11 estaven aturades (2 homes i 9 dones). De les 70 persones inactives 27 estaven jubilades, 28 estaven estudiant i 15 estaven classificades com a «altres inactius».

### Ingressos
El 2009 a Époye hi havia 159 unitats fiscals que integraven 438,5 persones, la mediana anual d'ingressos fiscals per persona era de 20.772 €.

### Activitats econòmiques
Dels 9 establiments que hi havia el 2007, 1 era d'una empresa de construcció, 1 d'una empresa de comerç i reparació d'automòbils, 1 d'una empresa de transport, 2 d'empreses d'hostatgeria i restauració, 1 d'una empresa de serveis i 3 d'empreses classificades com a «altres activitats de serveis».
Dels 5 establiments de servei als particulars que hi havia el 2009, 1 era un taller de reparació d'automòbils i de material agrícola, 1 fusteria, 1 perruqueria, 1 restaurant i 1 saló de bellesa.
L'any 2000 a Époye hi havia 12 explotacions agrícoles.

## Equipaments sanitaris i escolars
El 2009 hi havia una escola elemental integrada dins d'un grup escolar amb les comunes properes formant una escola dispersa.

## Poblacions més properes
El següent diagrama mostra les poblacions més properes.